# Hylaea templadaria
Hylaea templadaria là một loài bướm đêm trong họ Geometridae.